# 法国国家五人制足球队
法国国家室内足球队是代表法国參加室内足球项目的国家代表队。法国国家室内足球队成立于1997年，受法国足球协会的领导。2017年底，法国国家室内足球队首次晋级欧洲锦标赛。